# Sky: Children of the Light
Sky: Children of the Light, (litt. « Sky: Les Enfants de la Lumière ») abrégé Sky, est un jeu vidéo d'aventure free-to-play social indépendant se déroulant dans monde ouvert, développé et édité par Thatgamecompany, sorti sur iOS le 18 juillet 2019, sur Android le 7 avril 2020, sur Nintendo Switch le 29 juin 2021, sur PlayStation 4 le 6 décembre 2022 et sur PC le 10 avril 2024.

## Système de jeu

### Gameplay
Dans Sky, le joueur explore le monde au moyen d'une cape lui permettant de voler, où il résout des énigmes diverses. Le monde du jeu se compose de sept royaumes, chacun ayant son propre thème représentant une étape de la vie et offrant une grande variété de zones à explorer. Le joueur y rencontre des « esprits » qui lui permettent de débloquer des objets, et des « enfants de lumière » permettant d'améliorer le niveau de sa cape, ce qui lui permet de voler plus loin,.
Le jeu met l'accent sur son aspect social. Les joueurs peuvent se rencontrer et se lier d'amitié, et ainsi débloquer de nouvelles capacités comme le chat et l'envoi de cadeaux. Il existe également de nombreux objets cosmétiques à collectionner, comme des capes, des masques, des coiffures, des vêtements, des instruments de musique, etc,.
Le jeu comporte plusieurs monnaies. Les « bougies » en sont la principale, et peuvent être échangées avec les esprits et les autres joueurs contre des objets, des sorts ou des accessoires. Elles peuvent être obtenues en récoltant des fragments de lumière ou en les achetant contre de l'argent réel. Les « cœurs », quant à eux, sont la monnaie sociale, et sont obtenus lors d'interactions entre les joueurs. Ils peuvent être utilisés pour acheter des objets aux esprits,. D'autres monnaies évènementielles, telles que les « bougies saisonnières » et les « cœurs saisonniers », sont également présentes.

### Événements saisonniers
Sky est un jeu en constante expansion. Régulièrement, une nouvelle saison est disponible et met en scène de nouveaux esprits et leur histoire. Il est ainsi possible de collecter de nouveaux objets et des accessoires de personnalisation unique, mais aussi de débloquer de nouvelles expressions, de nouvelles postures ou d’explorer de nouvelles zones du jeu. Les événements saisonniers et leur gameplay sont entièrement free-to-play, mais certains objets et costumes ne sont accessibles au joueur qu’après avoir acheté un « passe aventure », qui prend souvent la forme d’un collier muni d’un emblème.
Les « bougies saisonnières » peuvent être acquises grâce à un système de quêtes quotidiennes, ou en récoltant des fragments de lumière provenant de chandelles spéciales dispersées chaque jour dans les différents royaumes du jeu. Celles-ci permettent de débloquer des récompenses auprès des esprits saisonniers.
Les « cœurs saisonniers » peuvent être acquis auprès des esprits de la saison en cours, en échange de bougies saisonnières. Ces cœurs permettent de débloquer des « cadeaux ultimes », disponibles uniquement jusqu’à la fin de l’événement.
Une fois la saison terminée, les bougies et cœurs saisonniers non dépensés auprès des esprits, sont convertis en bougies et cœurs classiques et il n’est plus possible d’accéder aux récompenses des esprits de saison. Ces esprits peuvent revenir, un à un, en tant qu’esprits voyageurs, mais débloquer toutes leur récompenses s’avère plus coûteux que pour les joueurs ayant participé à l’événement saisonnier.
Dans un livestream publié et réalisé par les développeurs du jeu, ceux-ci dévoilent être en avance de deux à trois saisons par rapport à la saison en cours. Leur procédé de création leur permet de concevoir les évènements éphémères des mois à l'avance.
Depuis le lancement du jeu, 14 saisons ont été dévoilées.

### Esprits voyageurs
Les esprits voyageurs sont des esprits des saisons passées, qui apparaissent dans le jeu toutes les deux semaines. Ils permettent aux joueurs d'acquérir toutes les récompenses d'un esprit saisonnier, en échange de bougies classiques. Ils sont choisis au hasard par un algorithme et sont l'unique moyen d'obtenir les accessoires et objets d'évènements terminés. Un esprit saisonnier ne peut pas apparaître deux fois de suite.
Depuis une mise à jour effective en juin 2021 dans la version bêta privée du jeu et plus tard dans la version globale, il est possible de revivre les souvenirs de n'importe quel esprit saisonnier. Auparavant, seuls les souvenirs de l'esprit saisonnier présent étaient accessibles.
En juillet 2021, une note des développeurs informe les joueurs qu'il sera possible d'acquérir de nouveaux objets inédits et auparavant inexistants auprès des esprits voyageurs.

## Royaumes

### L'île de l'aube[8]
L'île de l'aube est le premier royaume que le joueur va explorer, il sert de tutoriel aux principes de base du jeu. C'est un désert assez vide contentant les 3 premiers esprits réguliers du jeu.

### Prairie illuminée[9]
La Prairie illuminée est le deuxième royaume, c'est une prairie plutôt verdoyante qui abrite des papillons ainsi que des raies manta. Elle est constituée de 8 zones et de 8 esprits réguliers.

### Forêt cachée[10]
La Forêt cachée est le troisième royaume, et aussi la première difficulté que le joueur va devoir surmonter. Tout au long du royaume, excepté certaines zones annexes, une pluie viendra éteindre petit à petit la lumière du joueur, pour s'en protéger, il devra s'abriter ou se rapprocher des sources de lumière. C'est une forêt remplie de grands arbres où l'on ne voit pas la cime cachée dans les nuages. Elle est constituée de 7 zones et de 8 esprits réguliers.

### Vallée du triomphe[11]
La Vallée du triomphe est le quatrième royaume, c'est une vallée remplie de neige et de glace sûr lesquels le joueur va pouvoir glisser tout le long du royaume sous forme de 2 course avec pour principal objectif de collecter des fragments de lumière qui seront transformés en bougie à la fin. Celle-ci. Elle est composée de 9 zones et 7 esprits réguliers.

### Désert d'or[12]
Le Désert d'or est le cinquième royaume et l'un des plus difficiles où le joueur va devoir faire face à une eau polluée qui draine la lumière de celui-ci, comme la pluie de la Forêt cachée ainsi que des dragons sombres (krills) qui se baladent dans le royaume et qui vous attaqueront si vous vous faites voir. C'est un grand désert qui a été abandonné et rempli de champs de bataille. Il est constitué de 8 zones et 6 esprits réguliers.

### Chambre forte de connaissance[13]
La Chambre forte de connaissance est l'avant-dernier et sixième royaume, est une grande tour de 6 étages représentant les royaumes précédents, où il faudra activer une plateforme à l'aide de votre lumière pour atteindre le sommet. À partir du 3ème étage, les murs de cette tour laisseront place au vide. Elle est composée de 8 zones séparées (Les étages 1,2,3 et 4,5,6 sont deux grandes zones) et 5 esprits réguliers.

### Œil d'Éden[14]
Le dernier des sept royaumes est Œil d'Éden qui est le royaume final, pour entrer il vous faudra posséder au minimum 20 lumières ailées et il vous sera conseillé de voyager en groupe. Il contient de nombreux dangers tels que de l'eau polluée, des pluies de pierre, des cristaux rouges et des dragons sombres, et ils pourront tous vous faire perdre votre lumière. Au bout d'un dernier tunnel rempli d'enfants de lumière se trouve le point de non-retour, une fois passée, vous devrez alors sacrifier vos lumières ailées et les déposer sur chaque statue dans une zone où une pluie de pierre infinie s'abat. Une fois vos lumières ailées épuisées, vous serez à votre tour transformé en statue pour y renaitre et vous retrouver dans une dernière zone appelée l'orbite où vous recevrez des bougies élevées par rapport à la quantité de statue collectée, il est aussi possible de récupérer des ailes renforcées si vous aviez au préalable déverrouillé un bonus d'aile avec un esprit. Il est composé de 3 zones avant le sacrifice et 3 autres zones avant la renaissance depuis l'orbite et ne contient aucun esprit régulier.

### Maison[15]
Parfois aussi appelé "Home" est une île qui regroupe les portails des 7 royaumes qui peut vous servir de départ au lancement du jeu et de lieu de renaissance après l'orbite si vous avez sélectionné cet endroit comme votre maison, et vous pouvez le rejoindre depuis n'importe où via les menus, excepté après le point de non-retour. Les événements et les esprits voyageurs ainsi que les saisons prennent place dans la maison. Avant la mise à jour 0.23.5 du 11 décembre 2023, tous les joueurs apparaissaient dans cette maison, maintenant tous les nouveaux joueurs commencent dans le Village Volière.

## Développement

### Conception
L'équipe de Thatgamecompany travaille le jeu à partir de juin 2013. Elle souhaite y inclure des commandes tactiles d'une façon innovante, de la même manière que ses précédents jeux incluent un basculement de la manette de jeu. Le 27 mai 2014, le studio annonce avoir levé 7 millions de dollars supplémentaires en vue de financer ce projet. Il est décrit comme une « expérience sociale mobile » destiné à « émouvoir les joueurs par son thème et son histoire ».
L'idée initiale du jeu, esquissée par le directeur créatif de la compagnie Jenova Chen, est celle d'« enfants qui volent en se tenant la main sous  la silhouette d'un oiseau géant ». L'équipe s'appuie notamment sur le tableau de The Giant de N. C. Wyeth comme première source d'inspiration pour concevoir l'univers du jeu.

### Sortie
Le jeu sort en premier lieu sur iOS le 18 juillet 2019, puis sur Android le 7 avril 2020, sur Nintendo Switch le 29 juin 2021,,, sur PlayStation 4 le 6 décembre 2022 et le 10 avril 2024 sur PC via la boutique Steam.

### Musique
La bande-son, composée par Vincent Diamante, a été publiée le 31 juillet 2020 sur divers services d'écoute de musique en streaming,.
| Liste des titres | Liste des titres               | Liste des titres | Liste des titres | Liste des titres | Liste des titres | Liste des titres | Liste des titres | Liste des titres | Liste des titres |
| No               | Titre                          | Durée            |                  |                  |                  |                  |                  |                  |                  |
| ---------------- | ------------------------------ | ---------------- | ---------------- | ---------------- | ---------------- | ---------------- | ---------------- | ---------------- | ---------------- |
| 1.               | Painting                       | 1:12             |                  |                  |                  |                  |                  |                  |                  |
| 2.               | Opening Breath                 | 0:46             |                  |                  |                  |                  |                  |                  |                  |
| 3.               | Lighting the Way               | 1:35             |                  |                  |                  |                  |                  |                  |                  |
| 4.               | Calling Across                 | 0:58             |                  |                  |                  |                  |                  |                  |                  |
| 5.               | The Waters Above               | 5:26             |                  |                  |                  |                  |                  |                  |                  |
| 6.               | Manta                          | 1:07             |                  |                  |                  |                  |                  |                  |                  |
| 7.               | Rousing Alight                 | 1:28             |                  |                  |                  |                  |                  |                  |                  |
| 8.               | A Portentous Walk              | 2:14             |                  |                  |                  |                  |                  |                  |                  |
| 9.               | Waltzing in the Rain           | 2:36             |                  |                  |                  |                  |                  |                  |                  |
| 10.              | The Invention                  | 1:09             |                  |                  |                  |                  |                  |                  |                  |
| 11.              | Faded Glories                  | 4:12             |                  |                  |                  |                  |                  |                  |                  |
| 12.              | Somersault                     | 1:51             |                  |                  |                  |                  |                  |                  |                  |
| 13.              | Diving in                      | 2:56             |                  |                  |                  |                  |                  |                  |                  |
| 14.              | Shall We Play                  | 0:46             |                  |                  |                  |                  |                  |                  |                  |
| 15.              | Before a Fall                  | 1:29             |                  |                  |                  |                  |                  |                  |                  |
| 16.              | Two Heroes                     | 1:19             |                  |                  |                  |                  |                  |                  |                  |
| 17.              | The Vault                      | 2:50             |                  |                  |                  |                  |                  |                  |                  |
| 18.              | An Invitation                  | 2:23             |                  |                  |                  |                  |                  |                  |                  |
| 19.              | Knowledge                      | 3:12             |                  |                  |                  |                  |                  |                  |                  |
| 20.              | For Those Who Have Come Before | 2:16             |                  |                  |                  |                  |                  |                  |                  |
| 21.              | An Upwards Dance               | 4:45             |                  |                  |                  |                  |                  |                  |                  |
| 22.              | The Story Thus Far             | 2:00             |                  |                  |                  |                  |                  |                  |                  |
| 23.              | The Current                    | 3:58             |                  |                  |                  |                  |                  |                  |                  |
| 24.              | The Deep                       | 3:16             |                  |                  |                  |                  |                  |                  |                  |
| 25.              | Exhale                         | 3:47             |                  |                  |                  |                  |                  |                  |                  |
| 26.              | Lost and Found                 | 1:51             |                  |                  |                  |                  |                  |                  |                  |
| 27.              | Flight                         | 4:53             |                  |                  |                  |                  |                  |                  |                  |
| 28.              | The Cloud Messenger            | 1:35             |                  |                  |                  |                  |                  |                  |                  |
| 29.              | The Light Beyond               | 3:19             |                  |                  |                  |                  |                  |                  |                  |
| 30.              | Credits                        | 3:08             |                  |                  |                  |                  |                  |                  |                  |
| 1:14:17          |                                |                  |                  |                  |                  |                  |                  |                  |                  |

## Accueil

### Critiques
Le jeu obtient la note de 82/100 sur le site Metacritic.
Le journaliste mrderiv, du site français Jeuxvideo.com, apprécie les « splendides environnements à visiter » que propose le jeu, procurant « un charme de tous les instants » couplé à « une bande-son qui complète à merveille le tableau ». Il note également que « les interactions entre les joueurs sont au cœur de l'expérience », que le jeu propose « un vrai sens de la progression » et que les micro-transactions sont « non-intrusives et totalement optionnelles ». Il regrette cependant des « contrôles tactiles parfois imprécis », la facilité des énigmes et les problèmes de performances rencontrés. Selon lui, le jeu « transforme les précédentes expériences de thatgamecompany en un superbe voyage tourné vers les interactions sociales [...] qui s’élève sans difficulté au rang des très bonnes surprises free-to-play de l'année 2019 ». Il attribue à Sky la note de 16/20.
Yann Bernard, journaliste pour Gameblog, apprécie « les sensations planantes », « l'imagerie épurée » et « l'ambiance méditative » du titre, tout en relevant qu'un « véritable sens est donné à la progression » et en trouvant la philosophie du jeu « profondément humaniste ». Il relève toutefois « des contrôles trop flottants et des problèmes de caméra », des « passages potentiellement pénibles » et regrette « le prix un tantinet élevé des packs ». Il donne au jeu la note de 8/10.

### Ventes
En mars 2020, il a attiré plus de dix millions de joueurs. Il a été téléchargé plus de 50 millions de fois dans le monde en octobre 2020. En juin 2021, le jeu dépasse les 100 millions de téléchargements.

### Distinctions
Sky a été élu « jeu iPhone de l'année » en 2019.
| Année | Cérémonie                       | Catégorie                                          | Résultat   | Réf.   |
| ----- | ------------------------------- | -------------------------------------------------- | ---------- | ------ |
| 2019  | Golden Joystick Awards          | Jeu mobile de l'année                              | Nomination | [ 34 ] |
| 2019  | The Game Awards 2019            | Meilleur jeu mobile                                | Nomination | [ 35 ] |
| 2020  | New York Game Awards            | Meilleur jeu mobile                                | Nomination | [ 36 ] |
| 2020  | Pocket Gamer Mobile Game Awards | Jeu de l'année                                     | Nomination | [ 37 ] |
| 2020  | Pocket Gamer Mobile Game Awards | Meilleur prouesse audio et visuelle                | Nomination | [ 37 ] |
| 2020  | Pocket Gamer Mobile Game Awards | Prix du public                                     | Lauréat    | [ 37 ] |
| 2020  | DICE Awards                     | Jeu mobile de l'année                              | Nomination | [ 38 ] |
| 2020  | NAVGTR Awards                   | Jeu familial original                              | Nomination | [ 39 ] |
| 2020  | NAVGTR Awards                   | Meilleur bande-originale pour une nouvelle licence | Nomination | [ 39 ] |
| 2020  | Game Developers Choice Awards   | Meilleur jeu mobile                                | Nomination | ,      |
| 2020  | Game Developers Choice Awards   | Prix du public                                     | Lauréat    | ,      |
| 2020  | SXSW Gaming Awards              | Jeu mobile de l'année                              | Lauréat    | [ 42 ] |
| 2020  | G.A.N.G. Awards                 | Meilleure musique pour un jeu indépendant          | Nomination | [ 43 ] |
| 2020  | G.A.N.G. Awards                 | Meilleur design audio pour un jeu casual           | Nomination | [ 43 ] |
| 2020  | G.A.N.G. Awards                 | Meilleure musique pour un jeu casual               | Nomination | [ 43 ] |
| 2020  | G.A.N.G. Awards                 | Meilleur morceau original (« Constellation »)      | Nomination | [ 43 ] |
| 2020  | Webby Awards                    | Meilleure esthétique                               | Lauréat    | [ 44 ] |
| 2020  | Apple Design Awards             | Plus grande innovation                             | Lauréat    | [ 45 ] |
| 2020  | Games for Change Awards         | Meilleur système de jeu                            | Lauréat    | [ 46 ] |
| 2020  | Games for Change Awards         | Prix du public                                     | Lauréat    | [ 46 ] |

### Controverses
Le 4 février 2021, alors qu'une nouvelle saison est lancée depuis janvier, un accessoire de personnalisation fait éclater une vive controverse entre les joueurs Coréens et Chinois, qui se disputent l'appropriation culturelle d'un chapeau. Alors que les accessoires ne sont pas définis dans le jeu et que les développeurs restent neutres face aux questionnements sur leur inspirations, la communauté Coréenne des joueurs assume que le chapeau ressemble à un « gat », qui fait partie du vestiaire traditionnel coréen masculin. NetEase Games, la compagnie chargée de l'exploitation du jeu pour la Chine, encourage la controverse en affirmant que le chapeau est un héritage culturel chinois de la dynastie Ming. Un tweet du directeur artistique Jenova Chen, qui révèle s'être inspiré de la culture chinoise alors que l'équipe du jeu a juré jusque là de ne jamais révéler leurs inspirations, souffle un vent de révolte et les joueurs Coréens sont nombreux à abandonner le jeu.
Le 9 février 2021, l'équipe de Thatgamecompany fait part de ses excuses publiques à l'ensemble de la communauté des joueurs Coréens sur son site internet.

## Actions caritatives
Certains évènements éphémères, comme les « jours de la nature », « jours de l'arc-en-ciel » ou encore « jours de la guérison », ont été pour Thatgamecompany l'occasion d'organiser des levées de fonds au profit d'organismes internationaux. À l'occasion, de nouveaux objets, accessoires ou de nouvelles capes ont été disponibles à l'achat par microtransaction d'argent réel, afin de financer des projets associatifs ou humanitaires,,,.
En 2020, le premier évènement « jour de la nature », durant lequel les joueurs ont pu célébrer le jour de la terre, a permis de planter 40576 arbres à travers l'Amazonie et les territoires australiens ravagés par les feux de forêts grâce au partenariat avec l'association OneTreePlanted. En avril 2021, la seconde édition de l'évènement a permis de financer un projet de nettoyage des océans, à hauteur de 528040 dollars (USD) au profit de l'organisation The Ocean Cleanup.
Les « jours de la guérison » en juillet 2020, ont permis une levée de fonds de plus d'un million de dollars (USD) au profit de Médecins sans Frontières, afin d'aider à répondre à l'urgence médicale que la pandémie mondiale de Covid-19 soulève à travers le monde. Le montant final reversé à l'ONG, après déduction des taxes dues à Google et à Apple, s'élève à 719138 $ (USD).
Lors des « jours de l'arc-en-ciel » en 2021, la communauté des joueurs a permis de rassembler 794420 $ (USD) au profit d'organisations caritatives qui promeuvent la diversité, l'égalité, la tolérance et l'unité. La somme totale, divisée en deux, a été reversée à The Trevor Project ainsi qu'à Global Fund for Women.